# Улица Грибоедова (Рязань)
Улица Грибоедова (ранее — Горшечная) — улица в центре города Рязани. Проходит от сквера Городов побратимов у рязанского мясокомбината до проезда Речников. Пересекает улицы Есенина, Вознесенскую, Скоморошинскую, площади Свободы и 26 Бакинских Комиссаров. Слева (при движении в сторону проезда Речников) примыкает проезд Щедрина.

## История
Улица возникла в XVIII веке в связи с утверждением Екатериной II регулярного плана города. Свое название получила по ремесленному гончарному производству, находившемуся недалеко от Старого базара. В XIX в. часть от улицы Ряжской (современная улица Есенина) до Воскресенской церкви (располагалась в центре современной площади Свободы) называлась улица Воскресенская. Ранее на улице стояли деревянные дома купцов Баклановского, Яблонева, Поповицкого, Лаврова и других. Ко времени новой застройки улицы Грибоедова они уже вросли в землю, покосились и обветшали.
В 1929 г. улице было присвоено имя писателя, дипломата А. С. Грибоедова.
В 1970-1980-х годах улица была почти полностью перестроена. Вместо старых деревянных домов выросли современные высотные здания.

## Примечательные здания

### По нечетной стороне
- Дом № 3 — 12-этажный жилой дом. На первом этаже расположено отделение Почты России;
- Дом №5 - современный шестиэтажный жилой дом, на первом этаже и в полуподвальных помещениях которого находятся магазины, банки и аптеки;
- Дом № 7 — современный 6-этажный жилой дом;
- Дом № 9 — 9-этажный жилой дом. Действуют продовольственный, хозяйственные магазины.
- Дом № 11 — 9-этажный жилой дом. В здании действуют фирменный магазин рязанской обувной фабрики «Рязаньвест» и отделение Сбербанка;
- Дома № 47, 53, 57, 59 — остатки старинной деревянной застройки улицы;
- Дом № 67 — двухэтажный дом — памятник истории и культуры регионального значения.

### По четной стороне
- Дом № 10 — двухэтажное кирпичное здание бань;
- Дом № 14 — современный 10-этажный жилой дом. В здании действует детский развивающий центр;
- Дом № 24 — 5-этажный дом 1990 года.
- Дом № 26 — 5-этажный дом 1990 года. В здании располагается отделение Рязанской областной научной библиотеки им. Горького;
- Дома № 40,42 — 9-этажные жилые дома.
- Дом № 58 — Комплекс домов купцов Ананьиных 1850—1864 годов постройки. В 1950-1960-е годы в здании располагался "Дом колхозника", после - швейно-плотническое ПТУ №9[2]. Здание впоследствии было снесено - на его месте было построенное аналогичное по облику здание. В настоящее время в здании расположен бизнес-центр;

## Транспорт
Улица Грибоедова является крупной транспортной артерией, обеспечивающей связь центра города с районами Кально́е и Песочня, а также выездом из города в направлении микрорайона Солотча и города Владимир.
| Маршруты общественного транспорта на улице Грибоедова (февраль 2023 г.) | Маршруты общественного транспорта на улице Грибоедова (февраль 2023 г.) | Маршруты общественного транспорта на улице Грибоедова (февраль 2023 г.) | Маршруты общественного транспорта на улице Грибоедова (февраль 2023 г.) |
| Остановка Общественного Транспорта                                      | Троллейбусы                                                             | Автобусы                                                                | Примечание                                                              |
| ----------------------------------------------------------------------- | ----------------------------------------------------------------------- | ----------------------------------------------------------------------- | ----------------------------------------------------------------------- |
| Площадь Свободы                                                         | 3, 10                                                                   | 23, 45                                                                  |                                                                         |
| Улица Грибоедова                                                        | 3, 10                                                                   | 23                                                                      |                                                                         |